# Nachal Mar'eša
Nachal Mar'eša (hebrejsky: נחל מרשה nebo נחל מראשה) je vádí na Západním břehu Jordánu a v jižním Izraeli.
Začíná na západním okraji Judských hor na Západním břehu Jordánu, poblíž obce Idhna. Směřuje pak k severozápadu a západu, přičemž vstupuje na území Izraele. Prochází tu pahorkatinou Šefela a z jihu míjí Národní park Bejt Guvrin, kde jsou zbytky starověkého města Mareša. U obce Lachiš ústí zprava do toku Lachiš nedaleko od starověké archeologické lokality Lachiš.